# Frank Boulton
Frank Preece Boulton (Chipping Sodbury, 12 agosto 1917 – Swindon, 12 giugno 1987) è stato un calciatore inglese, di ruolo portiere.

## Carriera
Dopo aver trascorso la stagione 1935-1936 ai semiprofessionisti del Bath City nella Southern Football League (all'epoca una delle principali leghe calcistiche inglesi al di fuori della Football League), nel 1936 esordisce tra i professionisti con la maglia dei londinesi dell'Arsenal, club della prima divisione inglese, con cui rimane in rosa per due stagioni consecutive vincendo tra l'altro la First Division 1937-1938 e giocando complessivamente 36 partite di campionato.
Nell'estate del 1938 lascia i Gunners e si accasa al Derby County, con cui nella stagione 1938-1939 gioca ulteriori 38 partite nella prima divisione inglese; rimane tesserato dei Rams anche durante tutti gli anni della seconda guerra mondiale, nei quali di fatto non gioca comunque partite di campionato (in quanto i campionati erano sospesi); resta poi in rosa anche nella stagione 1945-1946, nella quale i club professionistici non giocano il campionato ma solamente la FA Cup, competizione che viene peraltro vinta proprio dal Derby County. Al termine di questa stagione, Boulton lascia dopo otto anni il club e va a giocare in terza divisione allo Swindon Town: resta nei Robins per quattro campionati consecutivi, tutti disputati in questa categoria, e gioca in totale 97 partite di campionato. Si ritira infine al termine della stagione 1950-1951 all'età di 34 anni dopo aver trascorso un'ultima stagione in terza divisione al Crystal Palace come portiere di riserva (non viene infatti mai impiegato dai Glaziers in partite di campionato).

## Palmarès

### Club

#### Competizioni nazionali
- Campionato inglese: 1

Arsenal: 1937-1938
- Coppa d'Inghilterra: 1

Derby County: 1945-1946

#### Competizioni regionali
- Somerset Premier Cup: 1

Bath City: 1935-1936